# Cristalomancia

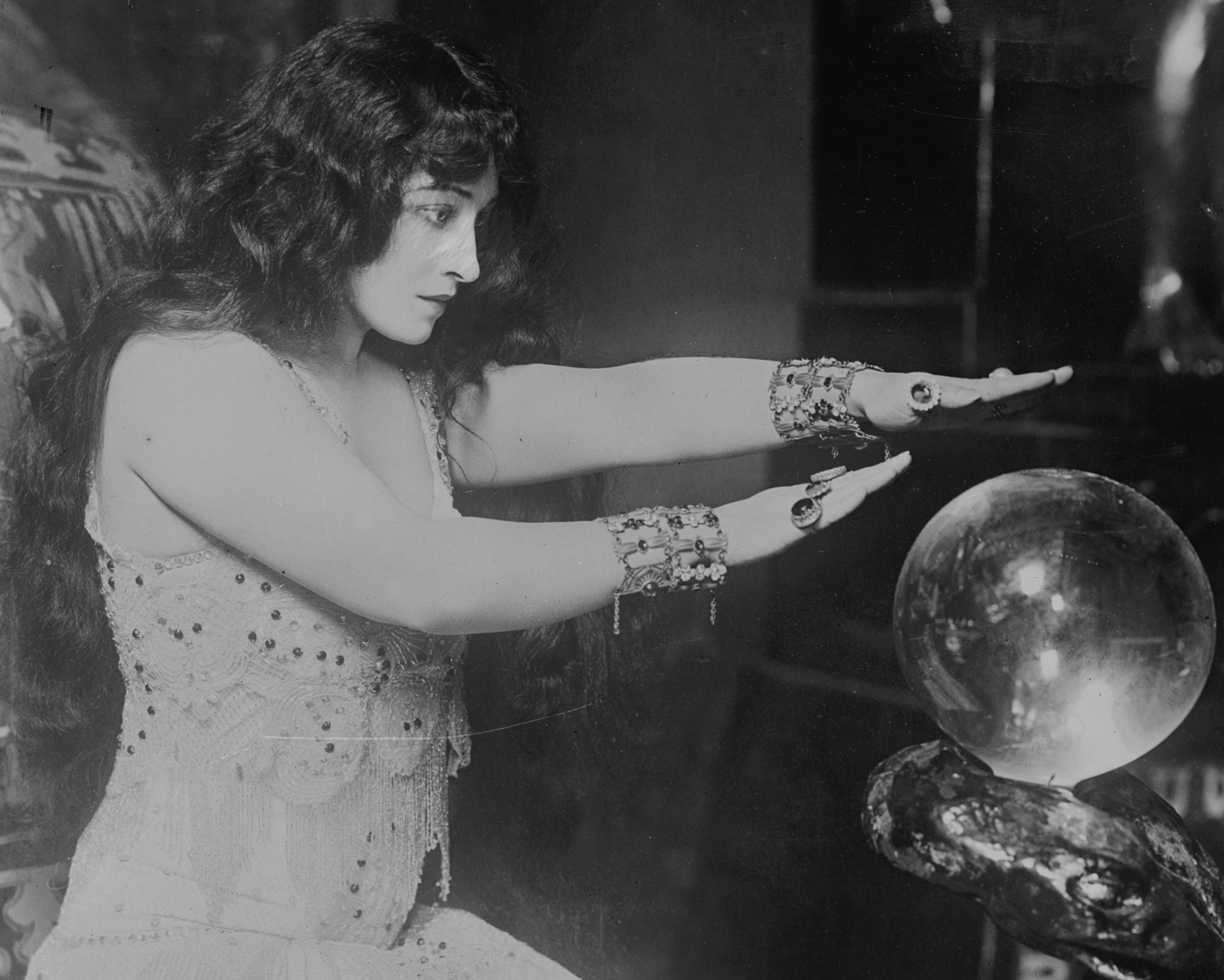
Médium con una bola de cristal

La cristalomancia o esferomancia es una forma de adivinación donde el médium supuestamente consigue entrar en trance mirando una bola de cristal o un objeto similar. 

## Variedades de métodos y materiales
A causa de que el uso de la bola de cristal se ha empleado por gente de varias culturas durante mucho tiempo, hay varias escuelas de pensamiento en cuanto a las fuentes de las visiones y el trance a través del cristal.
La cristalomancia puede ser realizada por profesionales—"lectores" o "videntes"—para una variedad de propósitos, entre ellos el de ver cosas lejanas, analizar la personalidad de alguien, adivinar el futuro, o ayudar al cliente a tomar decisiones sobre sus problemas.
En cuanto a la herramienta o el objeto que se utiliza para inducir el trance, el cristal, éste se puede conseguir con cualquier objeto brillante, como una joya o un espejo convexo, pero lo más común es usar una bola de cristal. El tamaño de la bola varía mucho entre los que practican la cristalomancia.
Entre los utensilios se incluyen la bola de vidrio, el espejo, las joyas y la superficie del agua.
En cuanto al origen en sí mismo de las visiones del trance, algunos practicantes afirman que generan experiencias visionarias y sobrenaturales o experiencias que facilitan la comprensión sobrenatural, mientras que otros piensan que las visiones surgen del subconsciente del contemplador del cristal. Algunos autores consideran que las dos opciones no son mutuamente incompatibles.